# مارك نورماند
مارك نورماند هو ممثل كوميدي أمريكي. بدأ أداء الستاند أب كوميدي في مسقط رأسه في نيو أورلينز عام 2006. أَدَّى في جميع أنحاء الولايات المتحدة وخارجها وظهر في كونن وبرنامج الليلة بطولة جيمي فالون.
يقدم نورمان بودكاست أسبوعي يسمى الثلاثاء مع قصص مع زميله الكوميدي جو ليست منذ عام 2013.